# Bankoff-Kreise

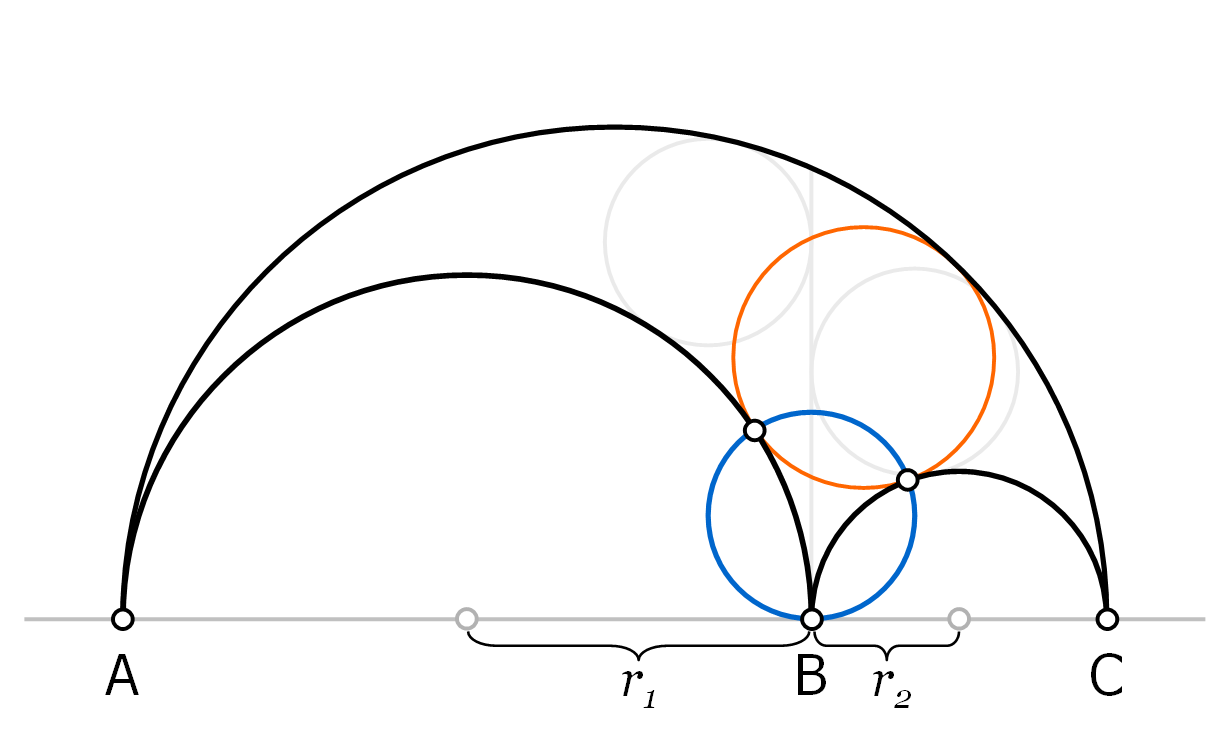
Bankoff triplet circle (blau)

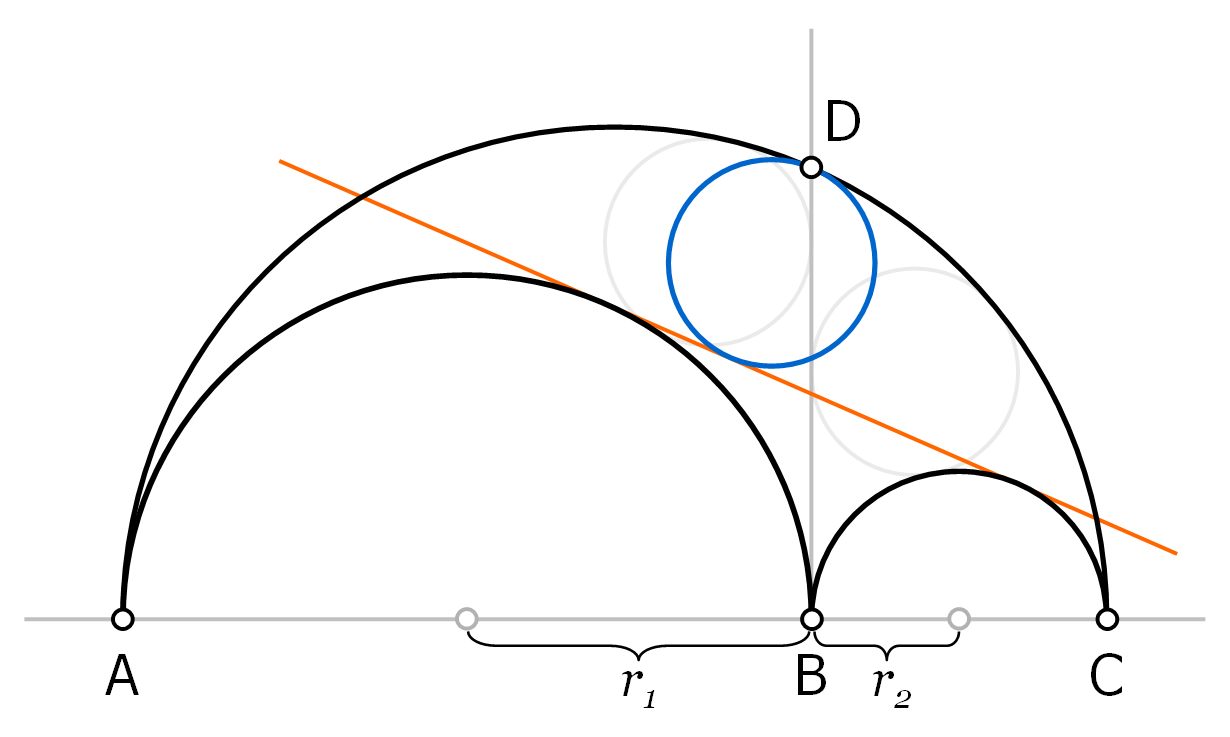
Bankoff quadruplet circle (blau)

Die Bankoff-Kreise sind in der Geometrie zwei Kreise, die in einem Arbelos konstruiert werden können, und die denselben Radius haben wie die beiden Zwillingskreise des Archimedes. Sie gehören damit zu den so genannten Archimedischen Kreisen. Die Bankoff-Kreise sind benannt nach dem amerikanischen Zahnarzt und Mathematiker Leon Bankoff, der sie in den Jahren 1954 und 1974 entdeckte.
Da die Bankoff-Kreise – nach den „Archimedischen Zwillingen“ – historisch der dritte und der vierte der (wie man heute weiß) unendlich vielen Archimedischen Kreise waren, werden sie im Englischen auch Bankoff triplet circle (auf Deutsch etwa: „Bankoffs Drillings-Kreis“) und Bankoff quadruplet circle („Bankoffs Vierlings-Kreis“) genannt. Die deutschen Bezeichnungen sind allerdings ungebräuchlich, hier werden daher die englischen benutzt.

## Konstruktion
Ein Arbelos wird gebildet durch die drei Halbkreise über {\displaystyle AB}, {\displaystyle BC} und {\displaystyle AC} (in den Zeichnungen schwarz). Die Zwillingskreise des Archimedes sind in den Abbildungen jeweils hellgrau eingezeichnet.

### Bankoff triplet circle
(obere Abbildung)
Man zeichne den Inkreis des Arbelos (orange), also den Kreis, der gemäß dem Problem des Apollonius die drei Halbkreise des Arbelos tangiert. Der Kreis (blau), der durch {\displaystyle B} und die beiden Berührungspunkte des Inkreises mit den kleineren Arbelos-Halbkreisen geht, ist der Bankoff triplet circle.
Zahlreiche weitere, teilweise verblüffende Eigenschaften dieses Bankoff-Kreises wurden in den 2000er Jahren von dem Niederländer Floor van Lamoen und anderen entdeckt und von diesem in seinem „Online catalogue of Archimedean circles“ dokumentiert.

### Bankoff quadruplet circle
(untere Abbildung)
Man zeichne die gemeinsame Tangente (orange) der beiden kleineren Arbelos-Halbkreise, die nicht durch {\displaystyle B} geht. Der größte Kreis (blau) in dem Gebiet zwischen dieser Tangente und dem großen Arbelos-Bogen ist der Bankoff quadruplet circle. Er berührt den großen Arbelos-Halbkreis im Punkt {\displaystyle D}, in dem die in {\displaystyle B} auf der Arbelos-Grundlinie {\displaystyle AC} errichtete Senkrechte den großen Arbelos-Bogen schneidet.

### Radius der Bankoff-Kreise
Bezeichnet man die Radien der beiden kleineren Arbelos-Halbkreise mit {\displaystyle r_{1}} bzw. {\displaystyle r_{2}}, so gilt für den Radius {\displaystyle R} eines jeden der beiden Bankoff-Kreise:
{\displaystyle R={\frac {r_{1}r_{2}}{r_{1}+r_{2}}}}
Die Bankoff-Kreise haben damit denselben Radius wie die Zwillingskreise des Archimedes (hellgrau in den Zeichnungen).